# Ровное (Михайловский район)
Ровное (укр. Рівне) — село,
Высоковский сельский совет,
Михайловский район,
Запорожская область,
Украина.
Код КОАТУУ — 2323382203. Население по переписи 2001 года составляло 120 человек.

## Географическое положение
Село Ровное находится на расстоянии в 1 км от села Трудолюбимовка.

## История
- 1922 год — дата основания.